# Koemba
Koemba, voluit: Koemba: De zebra die zijn strepen kwijt is, is een van oorsprong Zuid-Afrikaanse animatiefilm uit 2013 die in de Nederlandse en Vlaamse bioscopen in juni 2014 door Entertainment One Benelux is uitgebracht. De Engelse versie staat bekend onder de titel Khumba. De film is van dezelfde makers als Zambezia. De film ging in wereldpremière op Internationaal filmfestival van Toronto op 8 september 2013.

## Verhaal
Wanneer Koemba geboren wordt, valt hij meteen al op. Hij is maar voor de helft gestreept. Aangezien er in de Grote Karoo al dagen geen regen meer valt, denkt de kudde zebra's dat dit door Koemba komt. Hij zou ongeluk brengen ('Geen strepen, geen regen').
Lungisa, de moeder van Koemba, vertelt hem het verhaal van de eerste zebra's die allemaal geen strepen hadden. Een van hen ontdekte een magische waterbron. Toen hij daarin sprong, had hij strepen. Hij was hier zo trots op dat hij zich graag door de andere zebra's liet bewonderen. Deze wilden die strepen ook wel en dus sprongen ook zij massaal in de magische waterbron. Koemba, die onder de indruk is van dit verhaal, besluit deze magische waterbron zelf op te zoeken.
Op zijn tocht ernaartoe komt hij onder meer de kleurrijke figuren Mama Gnoe en struisvogel Bradley tegen. Zij vergezellen hem naar de bron. Maar ondertussen dreigt er ook gevaar. De panter Phango wil Koemba maar al te graag als maal, omdat Koemba ervoor kan zorgen dat hij zich (als panter die aan een oog blind is) volwaardig en oppermachtig kan voelen. Dat is althans wat hij denkt.

## Deelnemers
De originele stemmen
- Jake T. Austin - Khumba
- Steve Buscemi - Skalk
- Loretta Devine - Mama V, de gnoe
- Laurence Fishburne - Seko
- Richard E. Grant - Bradley
- Anika Noni Rose - Lungisa
- AnnaSophia Robb - Tombi
- Catherine Tate - Nora
- Liam Neeson - Phango
- Roger L. Jackson - Walkie Talkie / Black Eagle

De Nederlandse versie van Koemba lag in handen van Hoek en Sonépouse Digital Studio's, met de stemmen van onder meer:
- Maikel Nieuwenhuis - Koemba
- Marc Nochem - Nigel
- Frans Limburg - Phango
- Paul Disbergen - Themba
- Wiebe-Pier Cnossen - Seko
- Beatrijs Sluijter - Zuki
- Reinder van der Naalt - Skalk

De Vlaamse versie van Koemba met de stemmen van onder meer:
- Reuben De Boel - Koemba
- Maja Van Honsté - Tombi
- Philippe Bernaerts, Ivan Pecnik, Mathias Sercu, David Davids, Jos Dom en Marc Peeters

Verder werkten onder meer mee:
- Muziek (original Soundtrack): Bruce Retief
- Regie: Ruud Drupsteen
- Bewerking scenario Nederlandse en Vlaamse versie: Armand Jonker